# Ambia fulvicolor
Ambia fulvicolor is een vlinder uit de familie van de grasmotten (Crambidae). De wetenschappelijke naam van de soort is voor het eerst gepubliceerd in 1917 door George Francis Hampson.
De soort werd ontdekt in Brits Nieuw-Guinea.
1. ↑  Sir George F. Hampson. "Descriptions of New Pyralidae of the Subfamilies Hydrocampinae, Scoparianae, &c." The Annals and Magazine of Natural History Vol. XIX – Eighth Series (1917), blz. 462. Gearchiveerd op 1 december 2017.